# 2010年天文学
|        | 天文學歷史 \| 天文學歷史年表 |
| 世纪： | 20世纪天文學 \| 21世纪天文學 \| 22世纪天文學 |
| 年代： | 1980年代天文學 \| 1990年代天文學 \| 2000年代天文學 \| 2010年代天文學 \| 2020年代天文學 \| 2030年代天文學 \| 2040年代天文學                                                   |
| 年份： | 2005年天文學 \| 2006年天文學 \| 2007年天文學 \| 2008年天文學 \| 2009年天文學 \| 2010年天文學 \| 2011年天文學 \| 2012年天文學 \| 2013年天文學 \| 2014年天文學 \| 2015年天文學 |
| 纪年： | 庚寅年（虎年）、中華民國99年 |

## 1月
- 1月1日—本年度第一个天文现象，月偏食，此次称“蓝月”。（下一次将等到2028年）
- 1月15日—日環食。21世紀持續時間最長的日環食。（下一次要等到3043年）